# George Vancouver
George Vancouver, né le 22 juin 1757 à King's Lynn dans le comté de Norfolk et mort le 10 mai 1798 à Petersham (Surrey), est un navigateur britannique, officier de marine de la Royal Navy, qui est plus particulièrement renommé pour son exploration de la côte Pacifique le long de ce qui est aujourd'hui la province canadienne de la Colombie-Britannique et des États américains de l'Oregon, de Washington et de l'Alaska. Il explore également l'archipel d'Hawaï et la côte sud de l'Australie.
La ville de Vancouver et l'île de Vancouver, en Colombie-Britannique (Canada), ainsi que la ville de Vancouver (État de Washington) et le Mount Vancouver à la frontière entre le Yukon et l'Alaska ont été nommés en son honneur.

## Biographie

### Origines et début de sa carrière
George Vancouver est le sixième enfant de John Gasper van Quouverden et Bridget Bernes. Le nom qu'il portera est donc une apocope du nom d'origine néerlandaise van Couverden (d'après la ville de Coevorden aux Pays-Bas).
Il entre dans la Royal Navy à treize ans. En 1772, à quinze ans, il s'embarque comme midshipman à bord du HMS Resolution lors du deuxième voyage (1772-1775) du captain James Cook à la recherche de la Terra Australis. Il accompagne également Cook lors de son troisième voyage (1776-1780), cette fois à bord du sister-ship du Resolution, le HMS Discovery et participe à la première reconnaissance et exploration, par des Européens de l'archipel d'Hawaï.
À son retour en Grande-Bretagne en 1779, il est nommé au grade britannique de lieutenant, équivalent à lieutenant de vaisseau dans la marine royale française de l'époque. Il est nommé à bord du sloop HMS Martin, chargé de surveiller les côtes anglaises.
À la fin des années 1780, l'empire espagnol envoie une expédition dans le Nord-Ouest Pacifique. Cependant, la controverse de Nootka intervient en 1789. L'Espagne et la Grande-Bretagne sont prêtes à se déclarer la guerre à propos de la souveraineté sur la 
baie de Nootka sur l'actuelle île de Vancouver et, plus important encore, à propos du droit de coloniser et de s'établir sur la côte Nord-Ouest du Pacifique. Henry Roberts et Vancouver rejoignent les vaisseaux de guerre que la Grande-Bretagne arme en vue du conflit. Vancouver est sous les ordres de Joseph Whidbey (en) sur le HMS Courageux. Lorsque la première convention de Nootka met fin à la crise en 1790, Vancouver reçoit le commandement du HMS Discovery pour prendre possession de la baie de Nootka et pour en cartographier les côtes,.

### Voyage d'exploration de 1791-1795

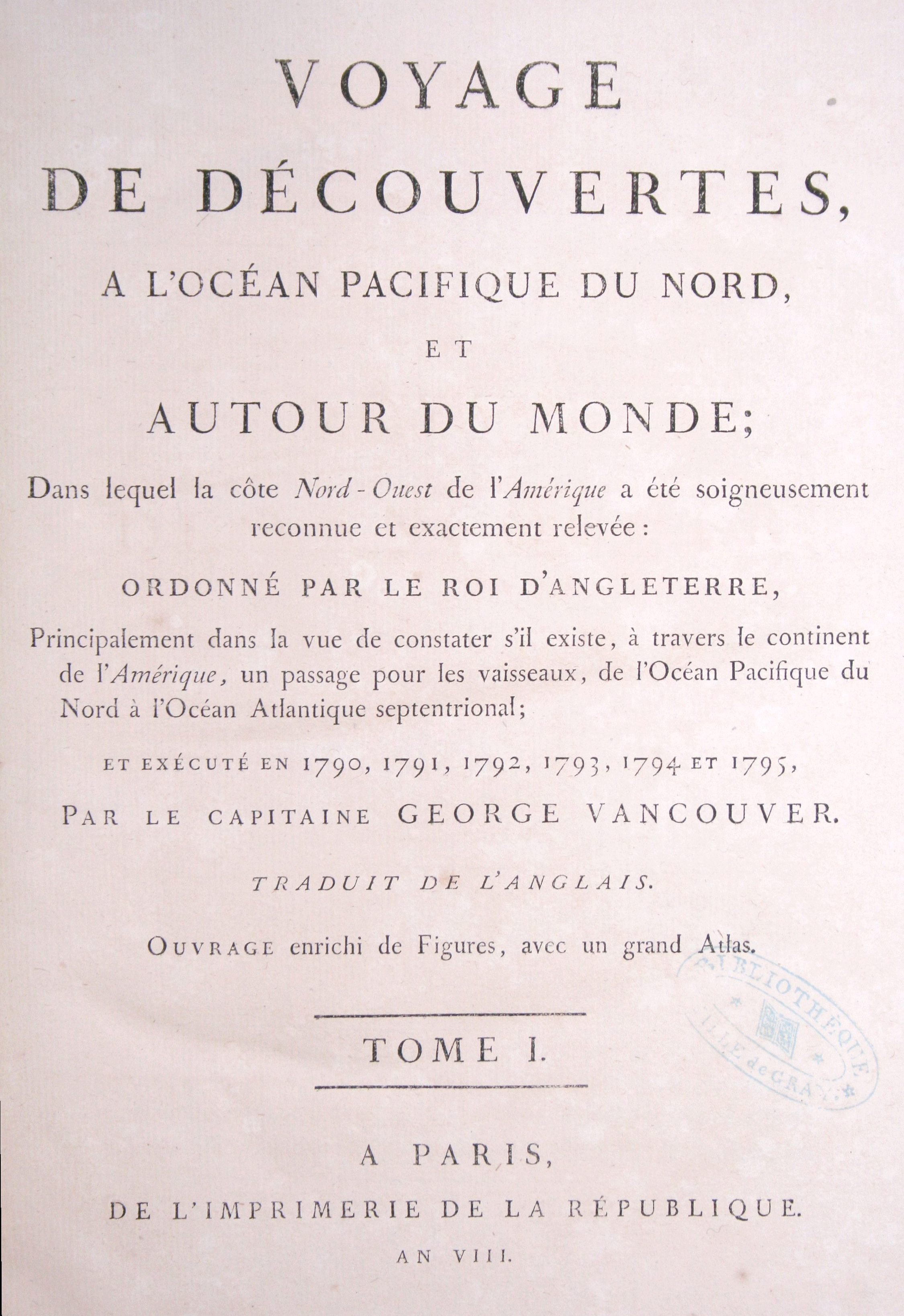
Page titre (exemplaire de la bibliothèque patrimoniale de Gray).

George Vancouver passe une dizaine d'années sur des navires de guerre avant d'être chargé d'une expédition de cartographie des côtes américaines de 1791 à 1794. À l'époque les spéculations sur l'existence d'un passage maritime qui relierait les océans Atlantique et Pacifique à travers l'Amérique du Nord (le fameux passage du nord-ouest), reprennent de la vigueur. Au cours de ce voyage, il rencontre le commerçant américain Robert Gray de Boston en avril 1792. Gray faisait lui-même des explorations dans la région avec son navire le Columbia, pour des raisons liées au commerce de fourrures de loutres de mer. Gray informe Vancouver qu'il a découvert l'embouchure d'un grand fleuve qu'il a nommé la Columbia d'après son vaisseau, mais Vancouver décide de ne pas pousser ses investigations sur ce fleuve, n'ayant pas suffisamment de confiance dans les rapports de Gray.
Vancouver passe l'été en naviguant autour de la grande île au nord du détroit de Juan de Fuca qui porte aujourd'hui son nom. Il baptise plusieurs éléments géographiques pour les hommes de ses vaisseaux, tels que Puget Sound, Mount Baker et Burrard Inlet. Cependant, comme les navigateurs espagnols s'engagent aussi à l'exploration de cette région, Vancouver respecte plusieurs noms déjà conférés par les espagnols, tels que l'île Galiano. Ayant achevé le voyage autour de l'île, et afin de rencontrer le navigateur et homme militaire espagnol Juan Francisco de la Bodega y Quadra, Vancouver se dirige en l'automne de 1792 à Friendly Cove, à Nootka Sound une anse sur la côte Pacifique de l'île de Vancouver, où les espagnols maintiennent un poste depuis plusieurs années. Les gouvernements de l'Espagne et de la Grande-Bretagne ont arrangé cette rencontre pour permettre la discussion des prétentions de ces deux pays au territoire de la côte Pacifique de l'Amérique du Nord. Les relations entre Vancouver et Quadra sont si amicales que Vancouver propose de nommer la grande île où ils se trouvent « Quadra's and Vancouver's Island ». Quadra a pour instructions d'offrir à Vancouver que la frontière entre les territoires britanniques et espagnols soit le détroit de Juan de Fuca, qui rendrait nécessaire la retraite des espagnols de Friendly Cove. Vancouver, sans instructions de Londres et ne voulant pas compromettre la position de son pays, décline cette offre et les deux hommes décident remettre la question à leurs gouvernements respectifs.
La rencontre historique entre Vancouver et Quadra a lieu dans le territoire traditionnel des Nuu-chah-nulth, un peuple amérindien appelé alors les « Nootka ». Le grand chef Maquinna des Nuu-chah-nulth joue le rôle d'hôte, ce qui augmente sa fortune ainsi que son prestige parmi les autres peuples indigènes de la région.

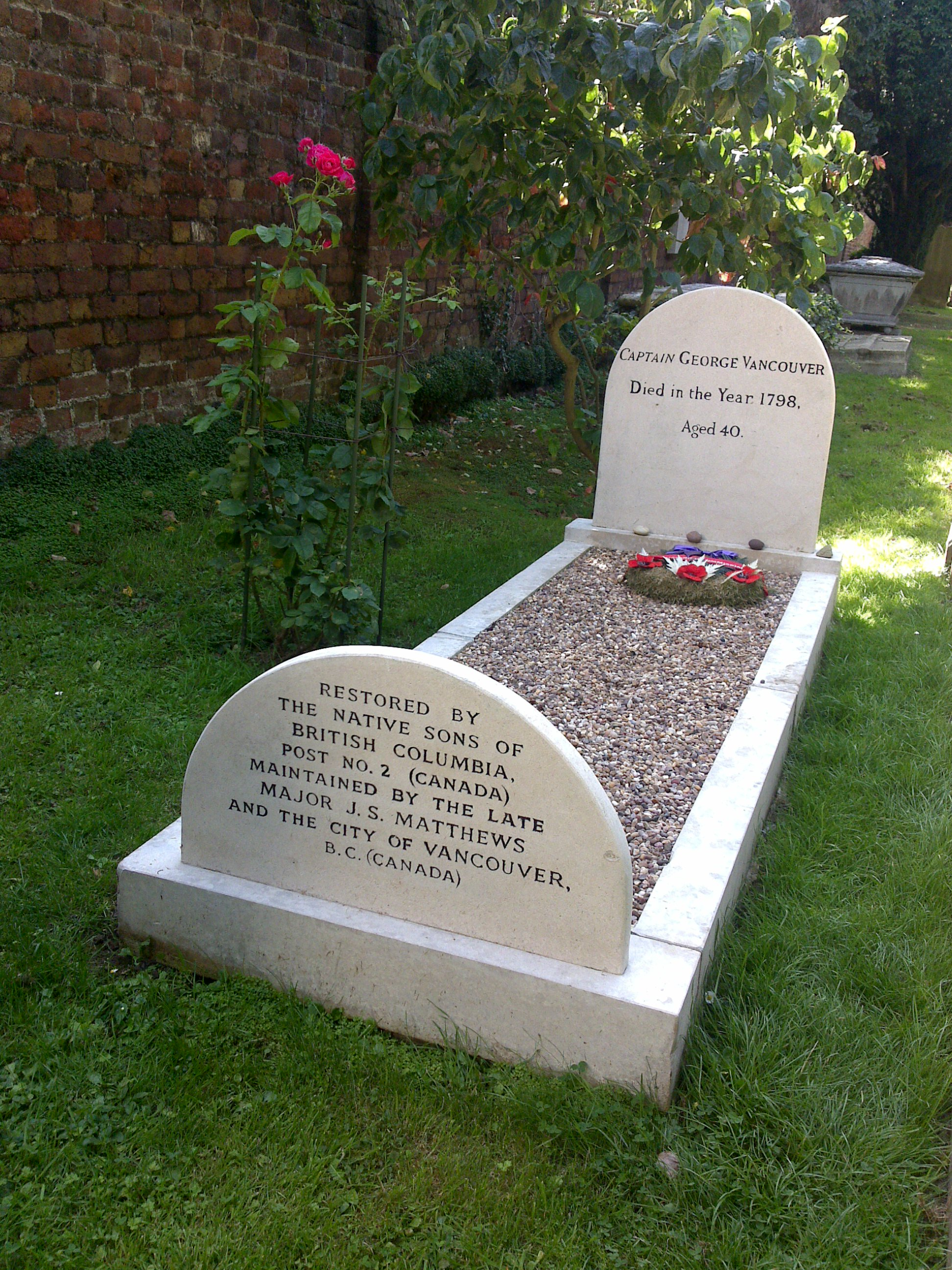
Tombeau de George Vancouver, dans l'église de Petersham.

En revenant de Nootka Sound, après la rencontre avec Bodega y Quadra, Vancouver décide d'envoyer le lieutenant Broughton dans le Chatham pour explorer le fleuve Columbia que Vancouver avait négligé à la suite de sa première rencontre avec Robert Gray. Broughton pousse sur le fleuve une centaine de milles et en prend possession pour la Grande-Bretagne. Vancouver le croit le premier européen à naviguer sur le fleuve Columbia, étant ignorant des explorations plus poussées de Gray après leur rencontre.
Rentré en Grande-Bretagne en septembre 1795, il prend sa retraite à Petersham, (aujourd'hui dans le borough londonien de Richmond upon Thames), où il se consacre à la rédaction du récit de son voyage d'exploration, mais meurt en mai 1798, à l'âge de quarante ans, le laissant inachevé. Une querelle avec Thomas Pitt, un jeune aristocrate d'une famille politique puissante qui avait accompagné Vancouver pendant le voyage en Amérique et qu'il avait renvoyé à Londres, aurait pu contribuer à la réception tiède dont Vancouver souffre à son retour.
Les villes de Vancouver, West Vancouver, et North Vancouver en Colombie-Britannique et une autre ville du même nom dans l'État de Washington, ainsi que l'île de Vancouver portent aujourd'hui leurs noms en l'honneur de George Vancouver.

## Publication
- George Vancouver, Voyage de découvertes à l'océan Pacifique du nord et autour du monde, complété par son frère John et publié en 1798

Édition originale en anglais : Voyage Of Discovery To The North Pacific Ocean, And Round The World In The Years 1791–95, by  (ISBN 0-7812-5100-1)
Réédité en 1984 par W. Kaye Lamb sous le nom The Voyage of George Vancouver 1791–1795, publié par la Hakluyt Society de Londres.
Traduction en français : Voyage de découvertes, à l'océan pacifique du Nord, et autour du Monde, Paris : Imprimerie de la République, puis chez Didot Jeune, an VIII, vol.1  , vol.2  , vol.3  , vol.4  , vol.5  & vol.6 (atlas) 

## Sources et bibliographie
- (en) Stephen R. Bown, Madness, Betrayal and the Lash: The Epic Voyage of Captain George Vancouver, Douglas & McIntyre, 2008
- (en) George Godwin, Vancouver A Life: 1757–1798, D. Appleton and Company, 1931
- (en) James Stirrat Marshall, Carrie Marshall, Adventures in Two Hemispheres Including Captain Vancouver's Voyage, Telex Printing Service, 1955
- (en) Bern Anderson, The Life and Voyages of Captain George Vancouver, University of Washington Press, 1966
- (en) Alison Gifford, Captain Vancouver: A Portrait of His Life, St. James Press, 1986
- (en) Thomas Manby, Journal of the Voyages of the H.M.S. Discovery and Chatham, Ye Galleon Press, 1988
- (en) Robin Fisher, Gary Fiegehen, Vancouver's Voyage: Charting the Northwest Coast, 1791–1795, Douglas & McIntyre, 1992
- (en) B. Guild Gillespie, On Stormy Seas, The Triumphs and Torments of Captain George Vancouver, Horsdal & Schubart, 1992
- (en) E.C. Coleman, Captain Vancouver: North-West Navigator, by Tempus, 2007
- (en) Sam McKinney, Sailing with Vancouver: A Modern Sea Dog, Antique Charts and a Voyage Through Time, Touchwood Editions, 2004
- (en) Richard W. Blumenthal, The Early Exploration of Inland Washington Waters: Journals and Logs from Six Expeditions, 1786–1792, McFarland & Company, 2004
- (en) John E. Roberts, A Discovery Journal: George Vancouver's First Survey Season – 1792, Trafford Publishing, 2005.
- (en) Richard W. Blumenthal, With Vancouver in Inland Washington Waters: Journals of 12 Crewmen April–June 1792, McFarland & Company, 2007.